# Orlando (Florida)
Orlando ist eine Stadt und County Seat des Orange County im US-Bundesstaat Florida mit 307.573 Einwohnern (Stand: 2020). Nach Jacksonville, Miami und Tampa ist Orlando die viertgrößte Stadt Floridas. Die Stadt ist Teil der Metropolitan Statistical Area (MSA) Orlando–Kissimmee–Sanford (kurz auch Greater Orlando) mit rund 2,7 Millionen Einwohnern (Stand: 2020).
Orlando ist vor allem durch die Themenparks von Walt Disney World und Universal Studios bekannt und gilt als die „Touristen-Hauptstadt der USA“. 2014 war Orlando mit über 62 Millionen Besuchern aus aller Welt das meistbesuchte Touristenziel der Vereinigten Staaten.

## Geographie

### Geografische Lage
Orlando befindet sich im Zentrum der Florida-Halbinsel. Tampa liegt 120 km, Jacksonville 200 km, Miami 350 km und Tallahassee 400 km entfernt.
Gemäß dem United States Census Bureau besitzt die Stadt eine Fläche von rund 261,5 km² (101 mi²), davon sind rund 242,2 km² (94 mi²) Landfläche. Das Stadtgebiet besitzt eine maximale West-Ost-Ausdehnung von 25 km und eine Nord-Süd-Ausdehnung von 30 km.

### Nachbargemeinden
Orlando grenzt an die Städte Winter Park (im Norden) sowie Belle Isle und Edgewood (im Süden).

### Stadtgliederung
Die Stadt ist in die vier Stadtbezirke Northwest, Northeast, Southwest und Southeast Orlando aufgeteilt, deren Grenzen sich an den zwei größten Schnellstraßen durch die Stadt (I-4 und SR 408) orientieren. Die Innenstadt (Downtown) selbst ist im Südwesten von Northeast Orlando gelegen.

### Klima
Das Klima in der Region Orlando besitzt Merkmale eines tropischen Regenwaldklimas, wird jedoch noch als ein subtropisches, humides Ostseitenklima beschrieben und in der Klimaklassifikation nach Köppen mit Cfa angegeben. Nach dem US-Landwirtschaftsministerium befindet sich Orlando an der Grenze der USDA-Klimazonen 9a und 9b. Das Wetter gestaltet sich allgemein von Mai bis September heiß und regenreich (einhergehend mit der Atlantischen Hurrikansaison), während es von Ende Oktober bis April vergleichsweise trocken und kühl ist. Das feuchtwarme Klima der Gegend ist insbesondere durch ihre Lage auf Meeresniveau nahe dem Golf von Mexiko sowie nahe dem Nördlichen Wendekreis bedingt.
Während der Sommermonate liegen die Höchstwerte der Temperaturen zwischen 32 und 36 °C, während nachts die Werte nur selten unter 21 °C sinken. Aufgrund der hohen Luftfeuchtigkeit steigen die tatsächlichen Temperaturen so gut wie nie auf Werte über 38 °C an, dafür aber die gefühlte Temperatur (Hitzeindex) auf bis zu 43 °C. Am 8. September 1921 wurde mit 39 °C (103 °F) die höchste jemals gemessene Temperatur erreicht. Im Sommer kommt es beinahe täglich zu Gewittern und damit einhergehend zu kurzen, aber teilweise sintflutartigen Regenschauern.
Während der kühleren Monate ist die Luftfeuchte geringer und die Temperaturen sind moderater, sind dafür aber größeren Schwankungen unterworfen. Die Durchschnittstemperatur im Januar liegt bei 15,7 °C, dabei treten im Schnitt an 2,4 Tagen im Jahr Nachtfröste auf. Die niedrigste Temperatur wurde im Zuge der als Great Freeze in die Geschichte eingegangenen Kältewelle am 28. Dezember 1894 mit −8 °C (18 °F) gemessen. Da das Winterklima eher trocken ist und die kälteste Luft erst nach Durchzug der Kaltfronten eintrifft, ist Schneefall in der Region sehr selten. Eine Besonderheit stellt dabei der Winter von 1977 dar, in dem Orlando zum ersten Mal eine geschlossene Schneedecke zu vermelden hatte.
Der durchschnittliche Jahresniederschlag in Orlando liegt bei 1.290 mm. Orlando ist einem nennenswerten Risiko durch Hurrikans ausgesetzt, wenngleich es als niedriger als im Süden Floridas und generell in direkter Küstennähe eingestuft wird. Aufgrund der Entfernung zum Golf (70 km) bzw. zum Atlantik (120 km) verlieren die Stürme bis zum Eintreffen bereits ihre größte Kraft. Dennoch wurde die Stadt von mehreren Hurrikans wie beispielsweise im Jahr 1960 von Hurrikan Donna und im Jahr 2004 von Hurrikan Charley direkt getroffen und teilweise schwer verwüstet.
|                       | Jan  | Feb  | Mär  | Apr  | Mai  | Jun   | Jul   | Aug   | Sep   | Okt  | Nov  | Dez  |   |         |
| Mittl. Tagesmax. (°C) | 21,5 | 22,8 | 25,2 | 27,8 | 31,1 | 32,6  | 33,2  | 33,1  | 31,8  | 28,9 | 25,5 | 22,3 | ⌀ | 28      |
| Mittl. Tagesmin. (°C) | 9,9  | 11,9 | 14,0 | 16,5 | 19,9 | 22,9  | 24,2  | 24,2  | 23,4  | 19,8 | 15,4 | 12,1 | ⌀ | 17,9    |
|                       |      |      |      |      |      |       |       |       |       |      |      |      |   |         |
| Niederschlag (mm)     | 69,6 | 71,9 | 96,3 | 63,2 | 83,8 | 222,0 | 180,3 | 198,6 | 152,9 | 83,6 | 61,5 | 66,8 | Σ | 1.350,5 |

| 9,9 |

| 11,9 |

| 14,0 |

| 16,5 |

| 19,9 |

| 22,9 |

| 24,2 |

| 24,2 |

| 23,4 |

| 19,8 |

| 15,4 |

| 12,1 |

| 9,9 |

| 11,9 |

| 14,0 |

| 16,5 |

| 19,9 |

| 22,9 |

| 24,2 |

| 24,2 |

| 23,4 |

| 19,8 |

| 15,4 |

| 12,1 |

## Geschichte

### Anfänge
Bevor sich im Jahr 1836 die ersten Siedler aus Europa ansiedelten, war die Gegend von Orlando spärlich von den Muskogee und anderen Indianerstämmen besiedelt. Im Jahr 1842, kurz nach dem Ende des zweiten Seminolenaufstandes, zogen dann immer mehr Siedler nach Zentralflorida. Einer von ihnen, Aaron Jernigan, gründete in der Nähe eines alten Armeelagers, Fort Gatlin, die Siedlung „Jernigan“. 1857 wurde der Ort, der damals noch aus nur ein paar Hütten und drei bis vier Saloons bestand, nach dem US-Offizier Orlando Reeves umbenannt, der 1835 durch die Seminolen getötet worden war. Noch in den 1850er und 1860er Jahren war die Viehzucht der bestimmende Wirtschaftszweig. 1863 wurde ein erstes Gerichtsgebäude errichtet, welches zugleich als Schule und Kirche genutzt wurde.

### Stadtgründung und Aufschwung
1875 wurde Orlando mit 85 Einwohnern offiziell das Stadtrecht verliehen. Im Jahr 1881 wurde die Stadt an das Eisenbahnnetz angeschlossen; die Einwohnerzahl von 200 sollte dadurch in den Folgejahren schnell anwachsen. In den Jahren 1883 und 1884 kam es zu zwei verheerenden Stadtbränden, die schließlich zur Gründung des Orlando Fire Department führten. Im Jahr 1890 verzeichnete Orlando, begünstigt durch die Entwicklung der Zitrusindustrie, bereits 10.000 Einwohner. Auf Grund der klimatisch günstigen Lage wurde Orlando zum Zentrum des Zitronenanbaus schlechthin. Im Jahr 1894 wurde der größte Teil der Ernte durch einen Frosteinbruch, den sogenannten „Big Freeze“ vernichtet und dadurch die Entwicklung der Stadt um Jahrzehnte zurückgeworfen. 1895 wurden nur noch 2.481 Einwohner gezählt. Es dauerte 30 Jahre, bis die Einwohnerzahl von 10.000 wieder erreicht wurde. 1896 wurde das erste Rathaus von Orlando erbaut. Beim Census 1930 wurden 27.330 Einwohner und 1950 51.826 Einwohner gezählt.

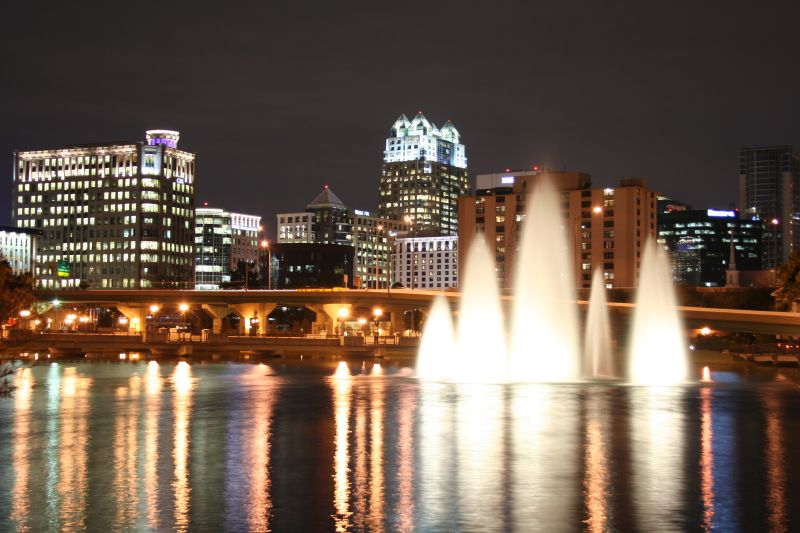
Orlando bei Nacht

Der Aufschwung zur heutigen wirtschaftlichen Bedeutung Orlandos begann erst 1964. Seit Anfang der 1960er Jahre hatten anonyme Investoren sukzessive und nach außen hin unabhängig voneinander günstiges Sumpfland gekauft. Es stellte sich heraus, dass Walt Disney auf diesen zusammen etwa 150 km² (15.000 ha) großen Grundstücken einen neuen Themenpark bauen wollte. Das erfolgreiche Vorbild Disneyland in Anaheim war an die Grenzen seiner Wachstumsmöglichkeiten gekommen, da Disney dort von vornherein nicht ausreichend Land gekauft hatte. Das Disney World Resort in Orlando sollte ausreichend Platz zur Expansion haben. Die Bauarbeiten für dieses Projekt waren bereits 1971 abgeschlossen, sodass der Park am 1. Oktober desselben Jahres eröffnet wurde.
Wettbewerber von Disney erkannten das Potential und zögerten nicht lange. In den folgenden Jahren siedelten sich weitere Großunternehmen aus der Unterhaltungsindustrie an, und Orlando entwickelte sich zu einem beispiellosen Vergnügungszentrum. Der ca. 20 km südlich von Orlando gelegene Reptilien-Tierpark Gatorland wurde bereits 1949 unter dem Namen Florida Wildlife Institute eröffnet und 1954 in Gatorland umbenannt.

### Demografische Daten

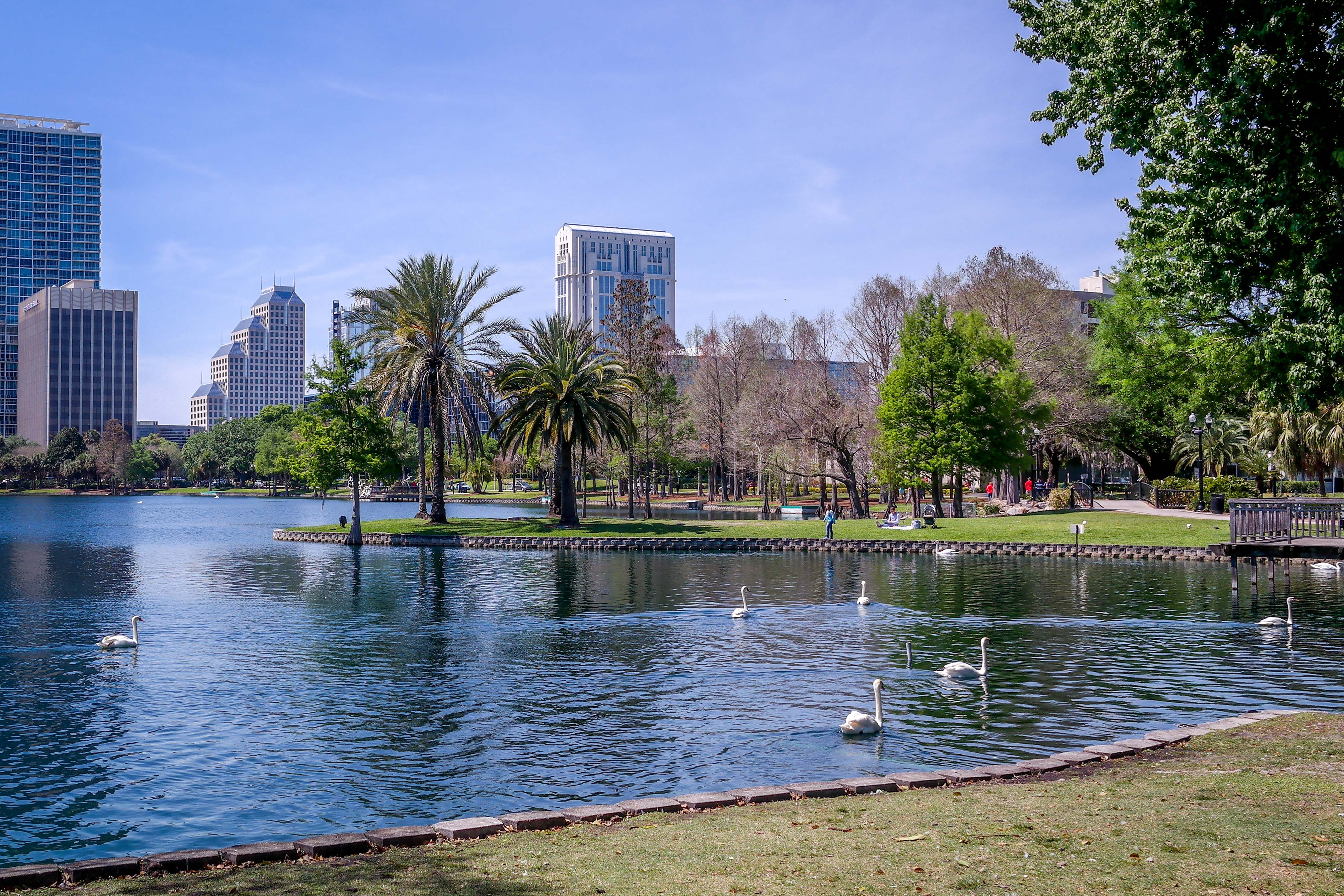
Lake Eola Park

Laut der Volkszählung 2010 verteilten sich die damaligen 238.300 Einwohner auf 122.261 Haushalte. Die Bevölkerungsdichte lag bei 983,9 Einw./km². 57,6 % der Bevölkerung bezeichneten sich als Weiße, 28,1 % als Afroamerikaner, 0,4 % als Indianer und 3,8 % als Asian Americans. 6,9 % gaben die Angehörigkeit zu einer anderen Ethnie und 3,4 % zu mehreren Ethnien an. 25,4 % der Bevölkerung bestand aus Hispanics oder Latinos.
Im Jahr 2010 lebten in 28,5 % aller Haushalte Kinder unter 18 Jahren sowie 16,8 % aller Haushalte Personen mit mindestens 65 Jahren. 52,5 % der Haushalte waren Familienhaushalte (bestehend aus verheirateten Paaren mit oder ohne Nachkommen bzw. einem Elternteil mit Nachkomme). Die durchschnittliche Größe eines Haushalts lag bei 2,29 Personen und die durchschnittliche Familiengröße bei 3,03 Personen.
24,5 % der Bevölkerung waren jünger als 20 Jahre, 37,5 % waren 20 bis 39 Jahre alt, 24,8 % waren 40 bis 59 Jahre alt und 13,4 % waren mindestens 60 Jahre alt. Das mittlere Alter betrug 33 Jahre. 48,6 % der Bevölkerung waren männlich und 51,4 % weiblich.
Das durchschnittliche Jahreseinkommen lag bei 55.462 $, dabei lebten 13,6 % der Bevölkerung unter der Armutsgrenze.
Im Jahr 2000 war Englisch die Muttersprache von 75,43 % der Bevölkerung, spanisch sprachen 16,60 % und 7,97 % hatten eine andere Muttersprache.

## Politik

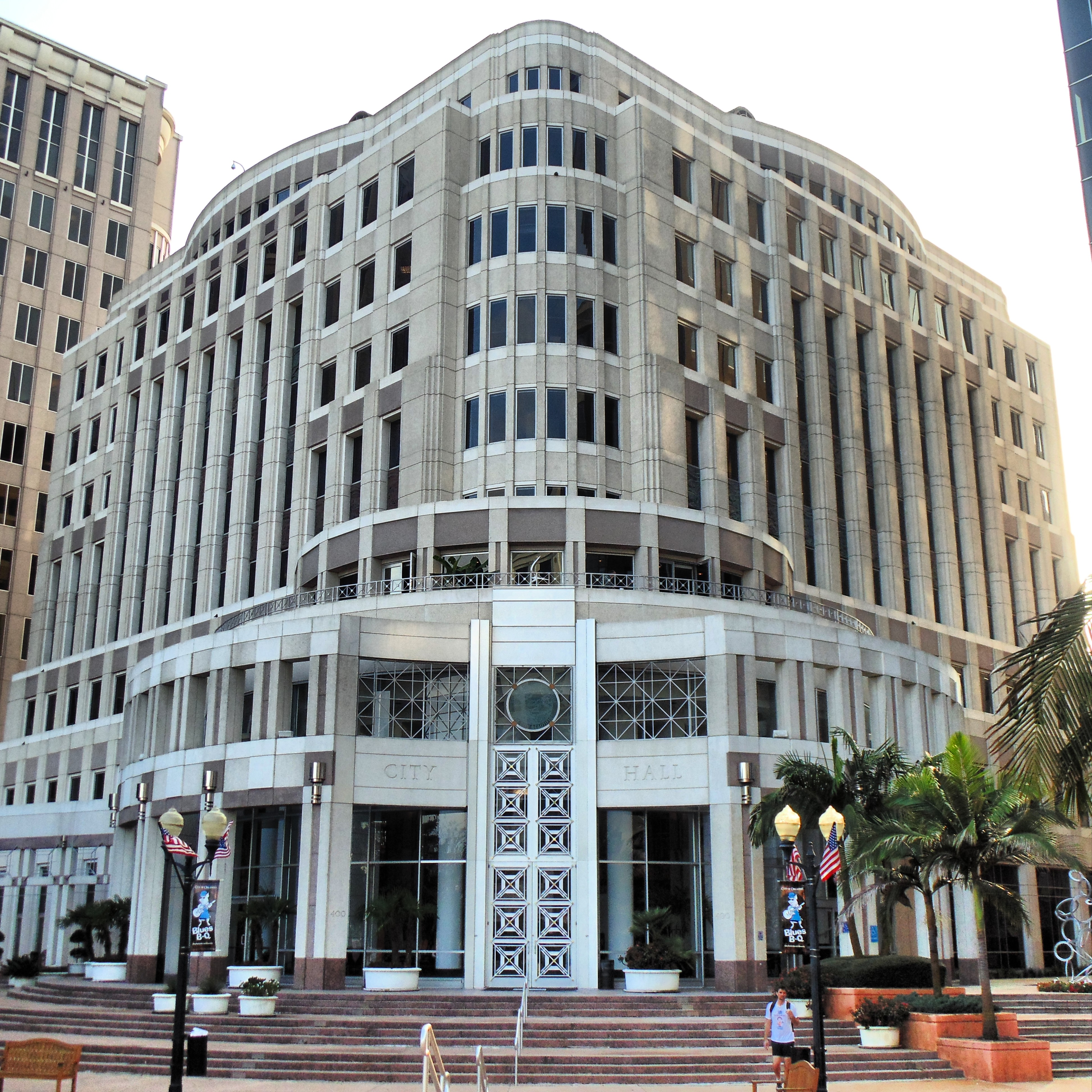
Rathaus

Die Stadtvertretung besteht aus einem mayor-council government mit sechs direkt gewählten Stadträten und einem direkt gewählten Bürgermeister.

### Bürgermeister
Bürgermeister ist seit dem 25. Februar 2003 fast ununterbrochen der Demokrat Buddy Dyer. Er löste die Republikanerin Glenda Hood ab, die vorzeitig das Amt des Secretary of State unter Gouverneur Jeb Bush annahm. Bei der nächsten, im Folgejahr regulär stattgefundenen Bürgermeisterwahl setzte er sich gegen seinen Herausforderer Ken Mulvaney durch und konnte dabei eine Stichwahl knapp vermeiden. Nachfolgend wurde Dyer von diesem des Wahlbetrugs bezichtigt, woraufhin eine Untersuchung eingeleitet und Anklage gegen Dyer erhoben wurde. Im März 2005 wurde Dyer vom Amt suspendiert und Ernest Page als Bürgermeister pro tempore eingesetzt. Sechs Wochen später wurde die Anklage gegen Dyer fallen gelassen, sodass er wieder ins Amt zurückkehren konnte.

### Städtepartnerschaften
Orlando listet neun Partnerschaften auf:
| Stadt                      | Land                    | seit |
| -------------------------- | ----------------------- | ---- |
| Curitiba                   | Brasilien               | 1996 |
| Guilin                     | Volksrepublik China     | 1986 |
| Monterrey                  | Mexiko                  | 1995 |
| Orenburg                   | Russland                | 1997 |
| Reykjanesbær               | Island                  | 1991 |
| Département Seine-et-Marne | Frankreich              | 1991 |
| Tainan                     | Republik China (Taiwan) | 1982 |
| Urayasu                    | Japan                   | 1989 |
| Valladolid                 | Spanien                 | 2006 |

## Kultur und Sehenswürdigkeiten

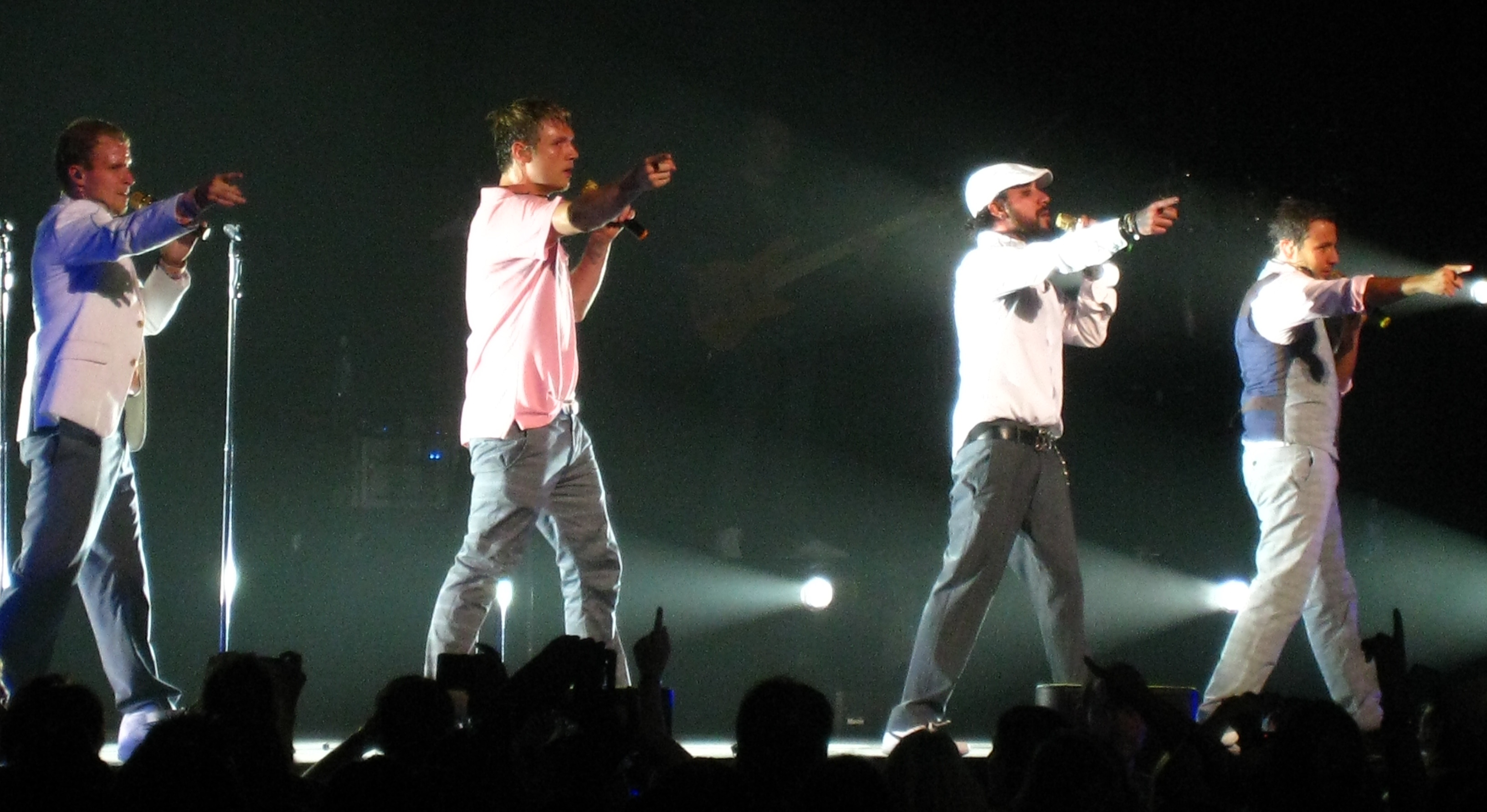
Backstreet Boys

### Theater
In Orlando bestehen das Orlando Shakespeare Theater, das Mad Cow Theatre und das Bob Carr Theater. Jährlich im Mai wird das Orlando International Fringe Theater Festival veranstaltet. In Orlando existiert die Theater- und Konzerthalle Dr. Phillips Center for the Performing Arts.

### Musik
Die Musikszenen des Hip-Hop, Metal, Rock, Reggaeton und Latino sind in der Stadt vorzufinden. Insbesondere die Rock- und Popmusik hat sich seit den 1990er Jahren hervorgetan. Unter anderem stammen die Backstreet Boys (Gründung 1993), matchbox twenty (1995), *NSYNC (1995) und O-Town (1999) aus Orlando. Im Jahr 2000 gründete sich die Metalband Trivium und im Jahr 2004 die Rockband Alter Bridge. Schließlich entstanden noch die Bands Blood on the Dance Floor (2007), Broadway (2007) und Sleeping with Sirens (2009).

### Bauwerke
Folgende Objekte in Orlando sind im National Register of Historic Places gelistet:
| NRHP | Historic Place    |
| HD   | Historic District |

| [ 16 ] | Name                                                 | Bild                                                 | Eintragsdatum                 | Lage | Beschreibung |
| ------ | ---------------------------------------------------- | ---------------------------------------------------- | ----------------------------- | --- | ------------ |
| 1      | S. Howard Atha House                                 | weitere Bilder                                       | 2. Sep. 2009 ID-Nr. 09000672  | 1101 West Princeton Street 28° 34′ 17″ N, 81° 23′ 41″ W                                                                                               |              |
| 2      | J. J. Bridges House                                  | J. J. Bridges House                                  | 26. Jan. 1984 ID-Nr. 84000932 | 704 South Kuhl Avenue 28° 31′ 59″ N, 81° 22′ 38″ W |              |
| 3      | First Church of Christ Scientist                     | weitere Bilder                                       | 3. Juni 1980 ID-Nr. 80000956  | 24 North Rosalind Avenue 28° 32′ 34″ N, 81° 22′ 35″ W                                                                                                 |              |
| 4      | Griffin Park Historic District                       | Griffin Park Historic District                       | 18. Juli 1996 ID-Nr. 96000784 | Ungefähr eingegrenzt durch die Avondale und South Division Avenues, Carter Street und die Interstate 4 28° 31′ 58″ N, 81° 23′ 10″ W                   |              |
| 5      | Holden-Parramore Historic District                   | Holden-Parramore Historic District                   | 23. Sep. 2009 ID-Nr. 09000746 | Eingegrenzt durch die West Church Street, South Division Avenue, Long Street, McFall Avenue und South Parramore Avenue 28° 32′ 18″ N, 81° 23′ 12,9″ W |              |
| 6      | John N. Huttig Estate                                | weitere Bilder                                       | 21. Jan. 1993 ID-Nr. 91001776 | 435 Peachtree Road 28° 33′ 14″ N, 81° 23′ 10″ W |              |
| 7      | Jack Kerouac House                                   | weitere Bilder                                       | 6. Feb. 2013 ID-Nr. 12001254  | 1418 Clouser Ave. 28° 33′ 52,3″ N, 81° 23′ 29,6″ W |              |
| 8      | Lake Adair-Lake Concord Historic District            | Lake Adair-Lake Concord Historic District            | 30. Dez. 2011 ID-Nr. 11000958 | Eingegrenzt durch die Golfview St., Edgewater Ct., Alameda St. und Peachtree Rd. 28° 33′ 22,9″ N, 81° 23′ 27,8″ W                                     |              |
| 9      | Lake Eola Heights Historic District                  | weitere Bilder                                       | 16. Jan. 1992 ID-Nr. 91001912 | Ungefähr eingegrenzt durch die Hillcrest Street, North Hyer Avenue, Ridgewood Street und North Magnolia Avenue 28° 32′ 57″ N, 81° 22′ 15″ W           |              |
| 10     | Lake Ivanhoe Historic Residential District           | weitere Bilder                                       | 20. Dez. 2010 ID-Nr. 10001042 | Orlando St., Interstate 4, Lakeview St., Edgewater Dr. 28° 34′ 1″ N, 81° 22′ 55″ W                                                                    |              |
| 11     | Mizell-Leu House Historic District                   | weitere Bilder                                       | 29. Dez. 1994 ID-Nr. 94001495 | 1730 North Forest Avenue 28° 34′ 3″ N, 81° 21′ 26″ W                                                                                                  |              |
| 12     | Old Orlando Railroad Depot                           | weitere Bilder                                       | 22. Apr. 1976 ID-Nr. 76000604 | Depot Place und West Church Street 28° 32′ 22″ N, 81° 22′ 50″ W                                                                                       |              |
| 13     | Orlando Utilities Commission Administration Building | Orlando Utilities Commission Administration Building | 7. Juni 2012 ID-Nr. 12000321  | 500 S. Orange St. 28° 32′ 11,8″ N, 81° 22′ 43,3″ W |              |
| 14     | Dr. P. Phillips House                                | weitere Bilder                                       | 10. Juli 1979 ID-Nr. 79000685 | 135 Lucerne Circle, Northeast 28° 32′ 8″ N, 81° 22′ 34″ W                                                                                             |              |
| 15     | Rogers Building                                      | weitere Bilder                                       | 7. Juli 1983 ID-Nr. 83001433  | 37-39 South Magnolia Avenue 28° 32′ 34″ N, 81° 22′ 14″ W                                                                                              |              |
| 16     | Rosemere Historic District                           | weitere Bilder                                       | 21. Okt. 2009 ID-Nr. 09000844 | Ungefähr eingegrenzt durch die East Harvard Street, North Orange Avenue, Cornell Avenue und East Vanderbilt Street 28° 34′ 10″ N, 81° 22′ 26″ W       |              |
| 17     | Tinker Building                                      | weitere Bilder                                       | 17. Juli 1980 ID-Nr. 80000957 | 16-18 West Pine Street 28° 32′ 27″ N, 81° 22′ 47″ W                                                                                                   |              |
| 18     | Tinker Field                                         | Tinker Field                                         | 14. Mai 2004 ID-Nr. 04000456  | 1610 West Church Street 28° 32′ 27″ N, 81° 24′ 16″ W                                                                                                  |              |
| 19     | Well'sbuilt Hotel                                    | Well'sbuilt Hotel                                    | 4. Feb. 2000 ID-Nr. 00000006  | 511 West South Street 28° 32′ 17″ N, 81° 23′ 9″ W |              |

Die Stadt verfügt über verschiedene Einkaufszentren, von denen die größte die Florida Mall mit etwa 172.000 m² Verkaufsfläche ist. Weitere Malls sind der Orlando Fashion Square, der Artegon Marketplace (am International Drive) und die Mall at Millenia.

### Parks und Naherholung

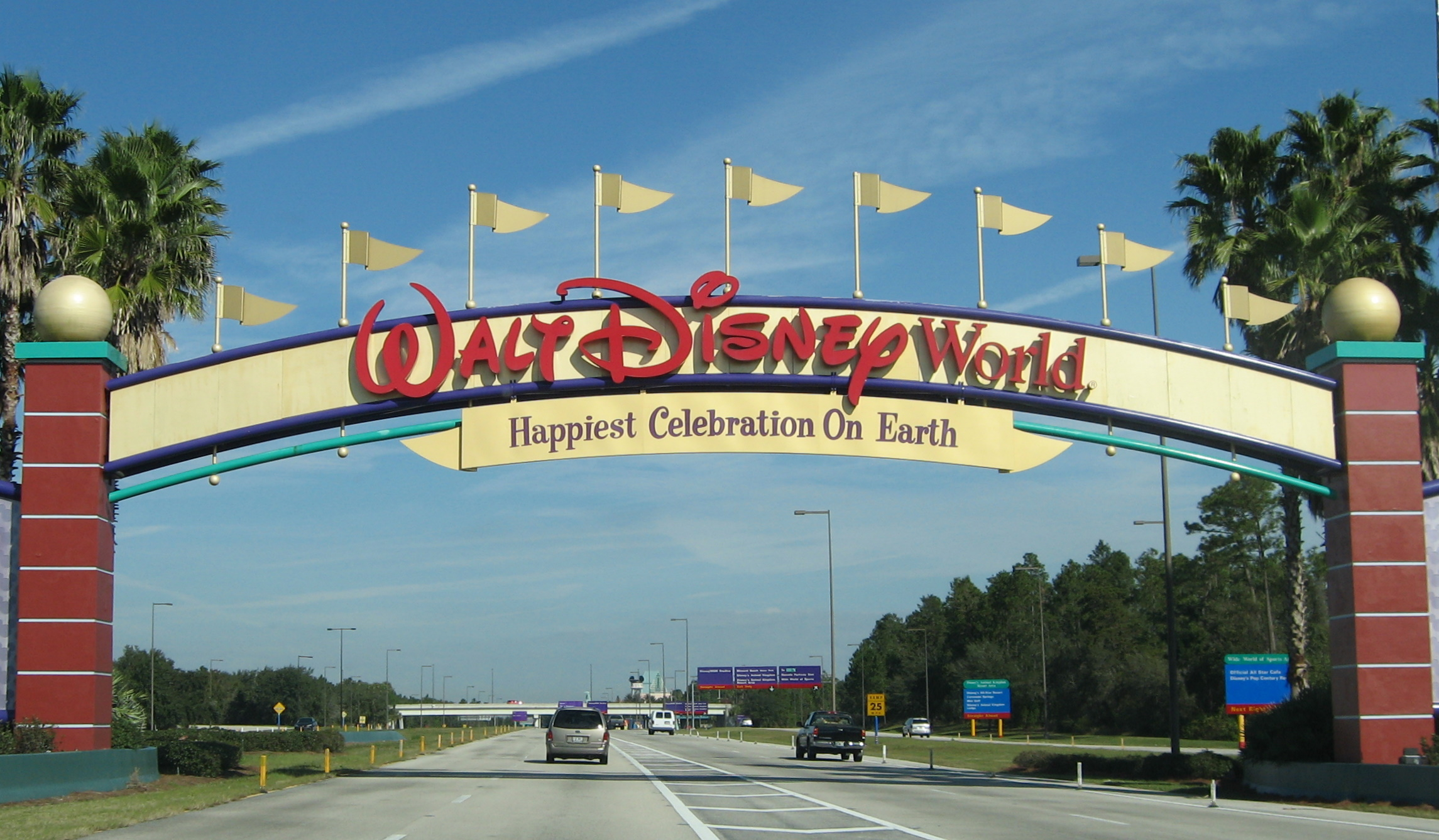
Walt Disney World Resort

Es bestehen 17 verschiedene Stadtparks, darunter sind der Lake Eola Park, der Loch Haven Park und der Bill Frederick Park at Turkey Lake. Teilweise werden dort Feste, Märkte, Konzerte und andere Veranstaltungen durchgeführt. Die Parks können zudem auch für private Zwecke gemietet werden.
Orlando fungiert als Werbeträger einer Reihe bekannter Freizeitparks. Das Walt Disney World Resort wurde 1971 eröffnet und befindet sich in Bay Lake und Lake Buena Vista, rund 20 km südwestlich von Orlando gelegen. Vier Themen- und zwei Wasserparks erstrecken sich auf einer Gesamtfläche von etwa 101 km². Das Resort wurde 2019 von knapp 59 Millionen Menschen besucht, was es zum meistbesuchten Freizeitpark-Resort der Welt macht.
Die Themenparks des Universal Orlando Resorts wurden 1990 bzw. 1999 eröffnet und zählten 2019 gut 21 Millionen Besucher. Im Jahr 2025 eröffnete der dritte Park des Universal Orlando Resorts, der Epic Universe Park. Weitere Parks sind die Themenparks der SeaWorld-Gruppe, zwei Freizeitparks der Fun Spot America Gruppe sowie die Attraktion Gatorland. Bis auf Walt Disney World liegen alle Parks entlang des International Drive, einer Touristenstraße, die von der Oak Ridge Road im äußersten Südwesten Orlandos zum World Center Drive führt. Genau genommen liegen trotz der „Orlando“-Vermarktung bis auf das Universal Orlando Resort alle Freizeitparks außerhalb des Stadtgebiets von Orlando.

### Sport

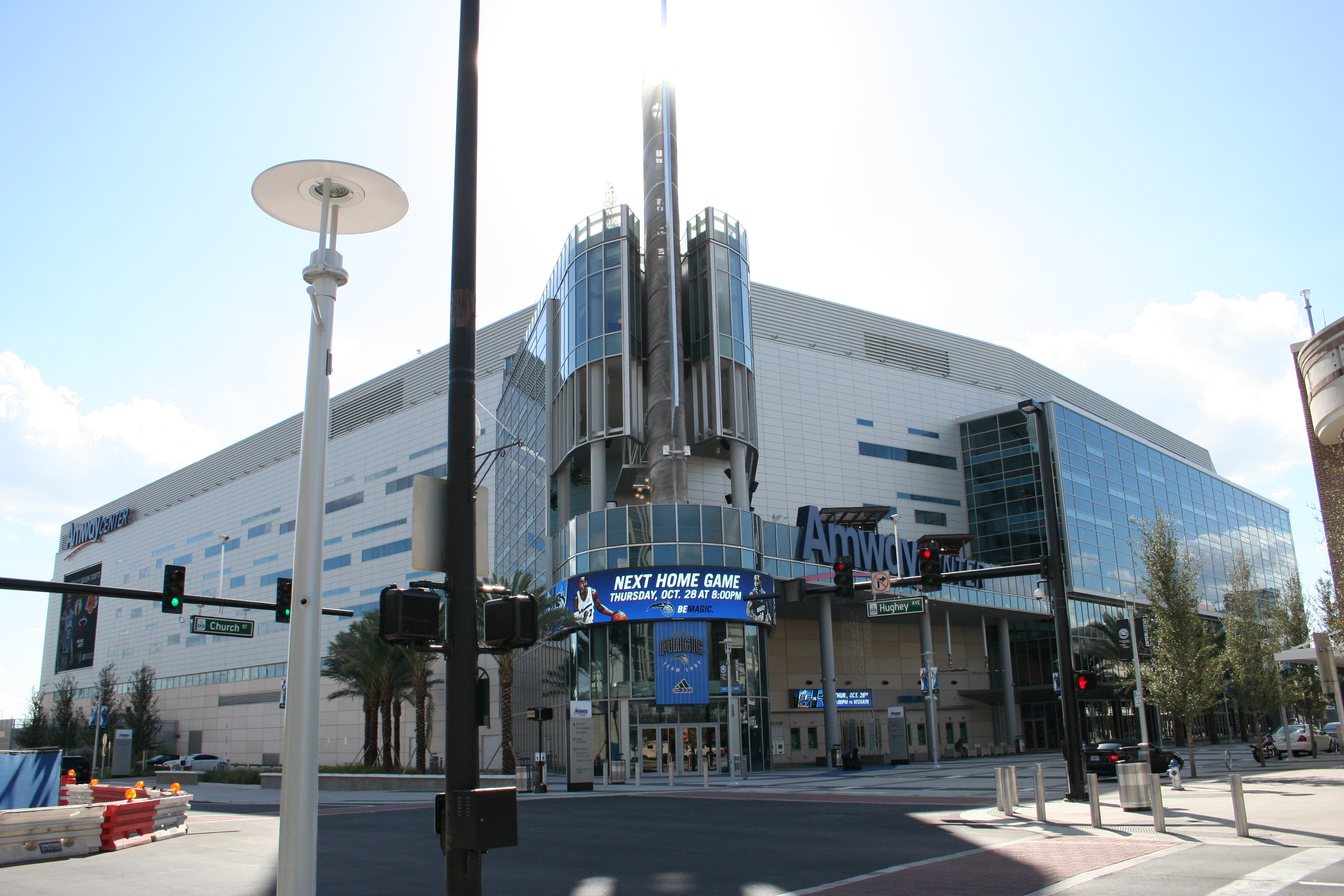
Das Amway Center

Die Orlando Magic wurden 1989 gegründet und sind ein Basketball-Team der National Basketball Association (NBA). Sie spielen in der Southeast Division der Eastern Conference. Die Spielstätte des Teams ist seit 2010 das Amway Center, zuvor war es seit 1989 die Amway Arena.
Die Orlando Solar Bears wurden 2011 gegründet und sind ein Eishockeyteam der drittklassigen East Coast Hockey League (ECHL). Sie spielen in der South Division der Eastern Conference. Ihre Spielstätte ist ebenfalls das Amway Center. Bereits von 1994 bis 2001 spielte ein Vorgängerteam gleichen Namens in der International Hockey League (IHL), welches damals noch in der Amway Arena beheimatet war. Später existierten von 2002 bis 2007 die Orlando Seals (2005 umbenannt in Florida Seals), die ebenfalls in diversen Profiligen aktiv waren.
Orlando City ist ein Fußball-Franchise, das seit 2015 in der höchsten Fußballliga der USA, der Major League Soccer (MLS) spielt. 2015 trug der Verein seine Heimspiele im Orlando Citrus Bowl aus. Im Jahr 2017 erfolgte der Umzug in das neue Orlando City Stadium. Ein weiteres Franchise gleichen Namens (s. selben Artikel) spielte von 2011 bis 2014 in der United Soccer League (USL) und war im ESPN Wide World of Sports Complex bei Celebration, rund 25 km südwestlich von Orlando, beheimatet.
Die Orlando Predators wurden 1991 gegründet und sind ein Arena-Football-Team, das in der South Division der American Conference innerhalb der Arena Football League (AFL) spielt. Seine aktuelle Heimstätte ist das Amway Center. Weitere Heimspielorte waren die Amway Arena und die CFE Arena.

### Regelmäßige Veranstaltungen
- Frühling: Blues B-Q
- 4. Juli: Fireworks at the Fountain
- 8. November: Veterans Day Parade
- 5. Dezember: Holiday Lights[21]

## Wirtschaft und Infrastruktur

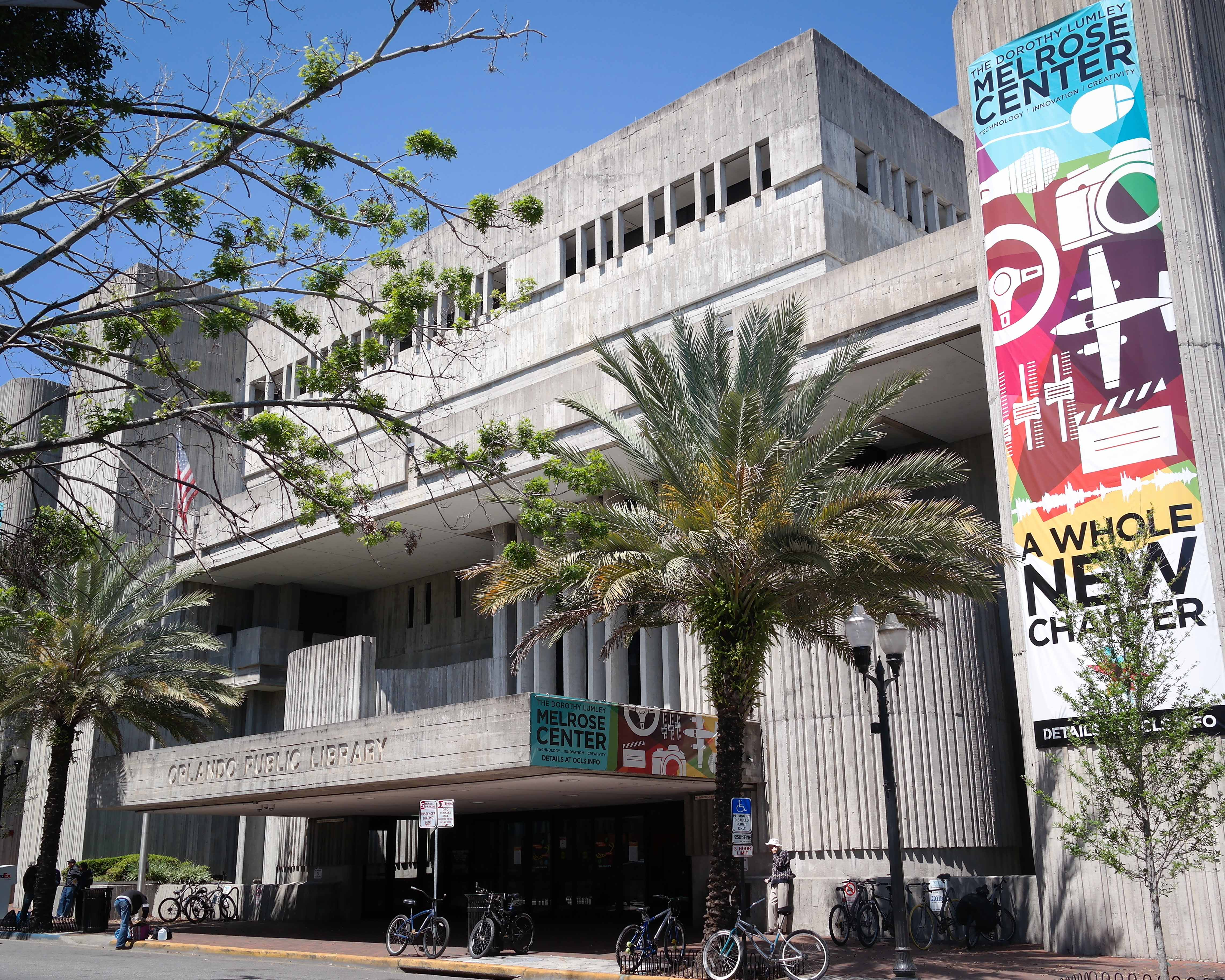
Orlando Public Library

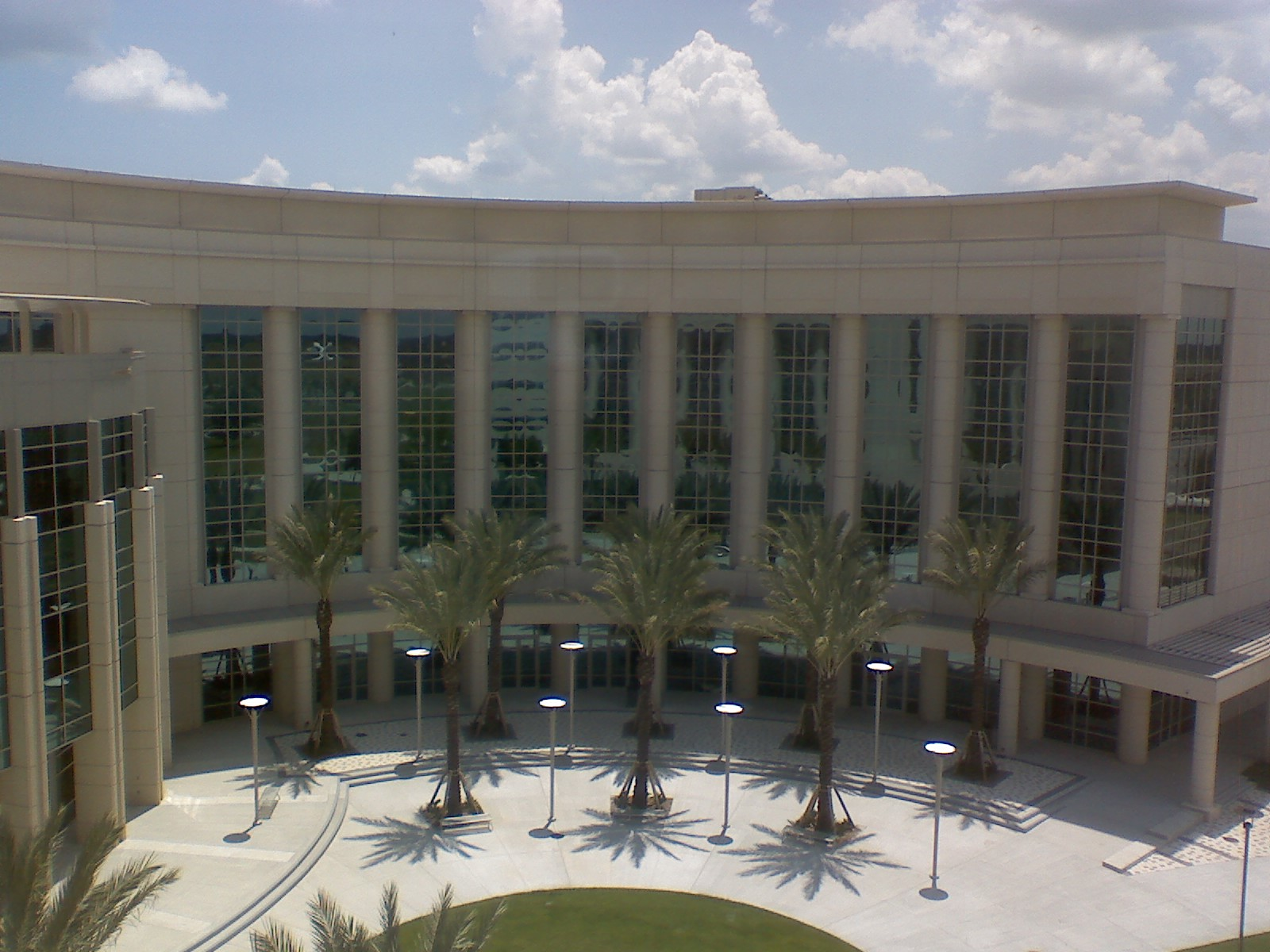
University of Central Florida

Die Metropolregion von Orlando erbrachte 2016 ein Bruttoinlandsprodukt von 126,8 Milliarden US-Dollar und belegte damit Platz 32 unter den Großräumen der USA. Dank des boomenden Tourismus zählt Orlando zu den wirtschaftlich dynamischsten Städten des Landes. Die Arbeitslosenrate in der Metropolregion betrug 3,0 Prozent und liegt damit unter dem landesweiten Durchschnitt von 3,8 Prozent (Stand: März 2018). 

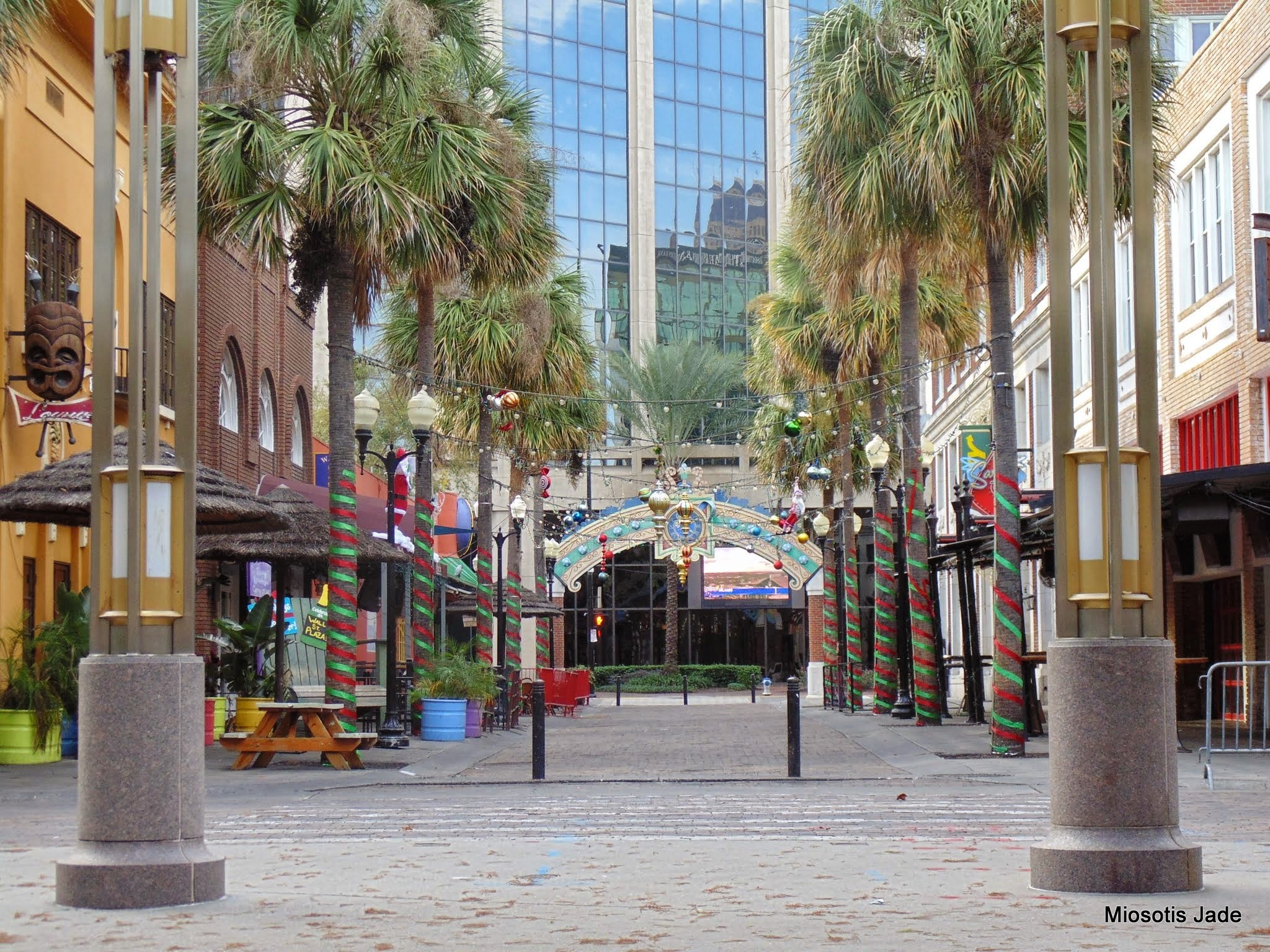
Business District

### Unternehmen
Bedeutende, in Orlando ansässige Unternehmen sind:
| - Campus Crusade for Christ - Central Florida Expressway Authority - Darden Restaurants - Florida’s Turnpike Enterprise | - Lockheed Martin - Planet Hollywood - SeaWorld Parks & Entertainment - Tupperware Corp. |

### Medien
Die größte Zeitung ist der Orlando Sentinel und der Auflage nach die drittgrößte Zeitung Floridas hinter der Tampa Bay Times und der Tampa Tribune. Die Zeitung vertreibt zudem den spanischsprachigen Ableger El Sentinel. Weitere Zeitungen sind das Orlando Business Journal und die Orlando Weekly.

### Öffentliche Einrichtungen

#### Bibliotheken
Orlando unterhält eine öffentliche Bibliothek, die „Orlando Public Library“, die eine Niederlassung der „Orange County Library“ darstellt. 2014 besaß die County Library rund 1,6 Millionen Bücher, die insgesamt rund 11,8 Millionen Mal verliehen wurden.

#### Kliniken
- Florida Hospital
- Lakeside Alternatives Hospital
- Orlando Regional Medical Center

### Bildung
- University of Central Florida (ca. 48.700 Studenten)
- Valencia Community College (ca. 15.700 Studenten)
- Mid-Florida Tech University (ca. 1.450 Studenten)
- Clinton Technical Institute (ca. 850 Studenten)
- American Academy of Clinical Sexologists (ca. 650 Studenten)
- Florida Metropolitan University North Orlando (ca. 600 Studenten)
- Florida Technical College (ca. 570 Studenten).

### Verkehr

#### Straßen

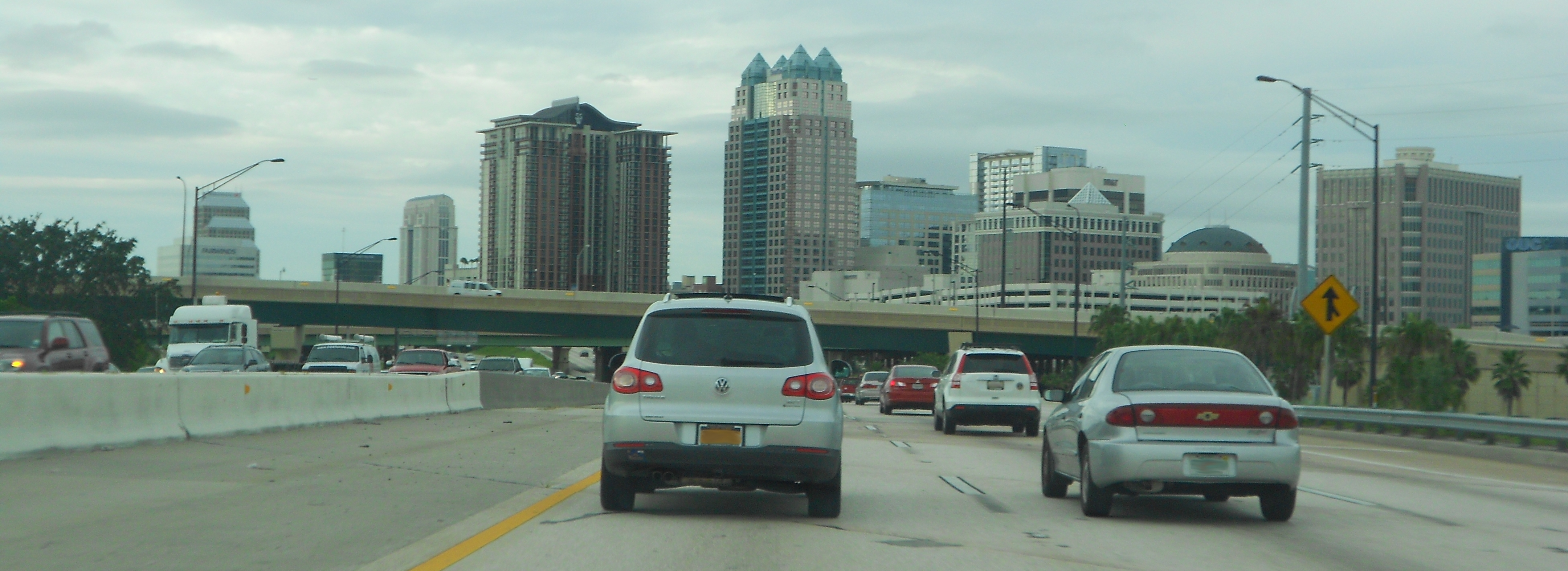
Interstate 4 in Orlando

Durch das Stadtgebiet Orlandos führt als einzige Interstate die Interstate 4 von Tampa nach Daytona Beach. Damit ist Orlando nach Austin in Texas die zweitgrößte Stadt in den Vereinigten Staaten, die von nur einem Interstate Highway durchquert wird. Darüber hinaus wird das Stadtgebiet von mehreren Expressways bedient, die autobahnähnlich ausgebaut und mautpflichtig sind. Dies sind der Florida’s Turnpike (SR 91), der East-West Expressway (SR 408), der Central Florida GreeneWay (SR 417) und der Martin Andersen Beachline Expressway (SR 528).
Schließlich führen noch die U.S. Highways 17, 92 und 441 sowie die Florida State Roads 15, 50, 416, 423, 424, 434, 435, 438, 482, 500, 527, 551, 552 und 600 durch Orlando.

#### Bahnverkehr

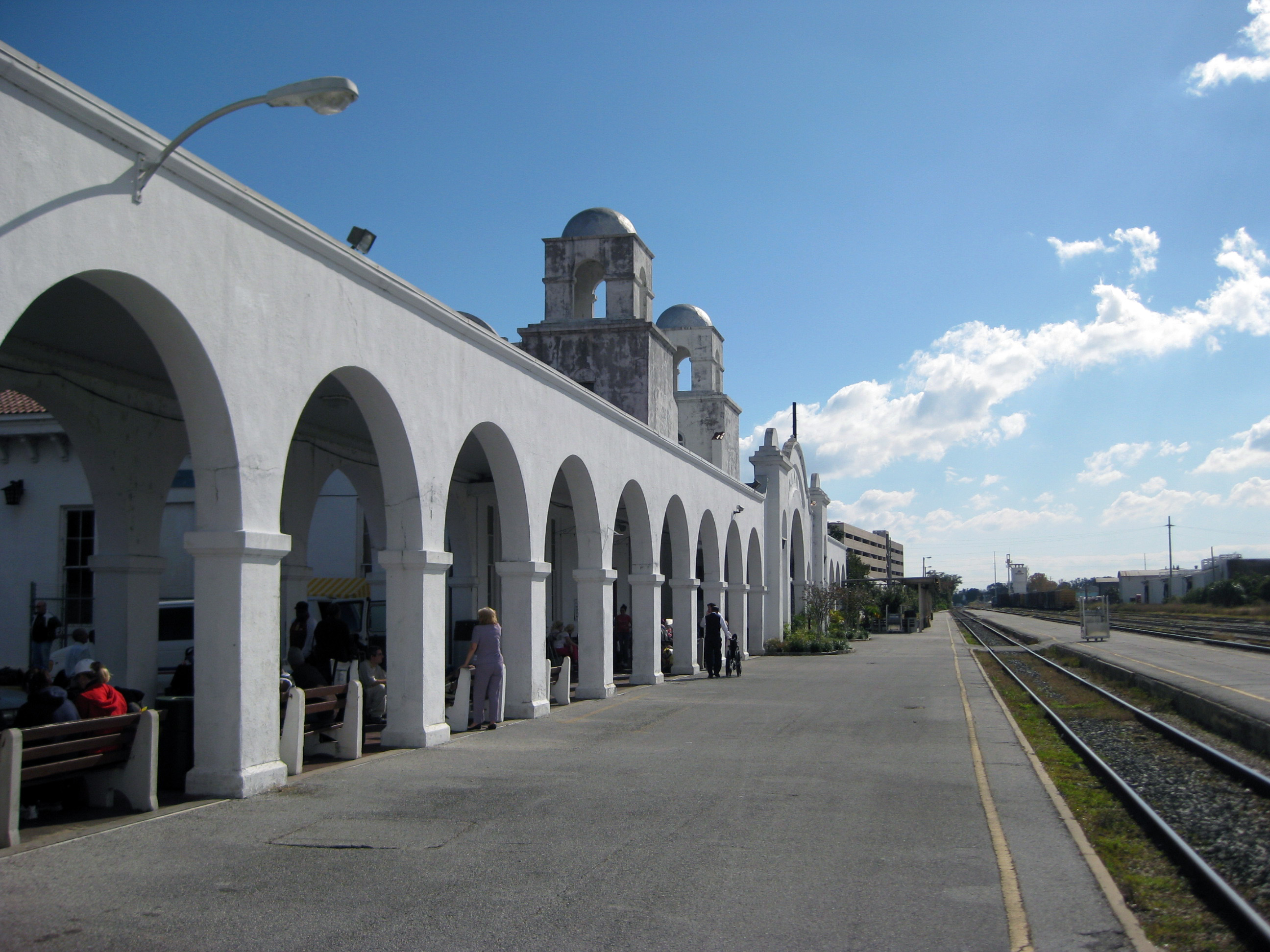
Bahnhof Orlando

Durch Orlando verläuft der sogenannte Central Florida Rail Corridor (CFRC). Bis 2013 war er im Besitz von CSX Transportation und wurde danach vom Staat Florida aufgekauft. Auf dem CRFC wurde am 1. Mai 2014 der Betrieb der SunRail aufgenommen, deren Linie heute von Poinciana im Osceola County über Downtown Orlando bis DeBary im Volusia County verläuft. Weitere SunRail-Stationen im Stadtgebiet sind Church Street, LYNX Central und Florida Hospital Health Village.
Der Bahnhof Orlando liegt südlich der Innenstadt. Er wurde 1927 von der Atlantic Coast Line Railroad erbaut und später von der Bahngesellschaft Amtrak übernommen. Die Züge Silver Star und Silver Meteor bedienen den Bahnhof mit jeweils einem Zugpaar täglich in Richtung Miami sowie New York City.
Erste Pläne für den Bau einer Hochgeschwindigkeitsstrecke von Tampa über Orlando nach Miami wurden im März 2011 gestoppt, im Jahr 2019 aber erneut von der Firma  Brightline aufgegriffen. Der Flughafen Orlando ist seit Ende 2023 im Rahmen des Brightline-Projekts an eine Neubaustrecke nach West Palm Beach, Fort Lauderdale und Miami angebunden.
Im Frachtverkehr wird Orlando heute durch die Transportunternehmen Florida Central Railroad und CSX Transportation angebunden.

#### Busverkehr
Der Bahnhof von Orlando ist an das Fernbusnetz von Amtrak Thruway Motorcoach angebunden. Die Haltestelle von Greyhound Lines befindet sich westlich der Innenstadt. Orlando wird zudem im Busnahverkehr durch die Busgesellschaft Lynx an das Umland angebunden.

#### Flughäfen
Der Orlando International Airport ist der Hauptflughafen für Orlando und Zentralflorida. Im Jahr 2018 wurden hier rund 23 Millionen Passagier-Boardings abgefertigt, was ihn zum meistgenutzten Flughafen Floridas machte, gefolgt vom Flughafen Miami. Der zweite im Stadtgebiet von Orlando gelegene Flughafen ist der Orlando Executive Airport, der ausschließlich für den Privat- und Geschäftsflugverkehr genutzt wird. Beide Flughäfen werden von der Greater Orlando Aviation Authority betrieben.
Der Orlando Sanford International Airport liegt rund 30 km nördlich von Orlando nahe der Stadt Sanford im Seminole County und wird von der Sanford Airport Authority betrieben.

## Kriminalität
Die Kriminalitätsrate lag im Jahr 2010 mit 526 Punkten (US-Durchschnitt: 266 Punkte) im hohen Bereich. Die Polizei zählte 18 Morde, 113 Vergewaltigungen, 672 Raubüberfälle, 1.771 Körperverletzungen, 4.015 Einbrüche, 10.357 Diebstähle, 1.193 Autodiebstähle und 42 Brandstiftungen.
Am 12. Juni 2016 kam es zu einem Massaker in Orlando mit 49 Toten und über 50 Verletzten, als ein Bewaffneter im Nachtclub Pulse um sich schoss.

## Persönlichkeiten
Personen, die in Orlando geboren wurden, sowie solche, die in der Stadt ihren Wirkungskreis hatten, ohne hier geboren zu sein. Die Liste erhebt keinen Anspruch auf Vollständigkeit.

In Orlando geboren:

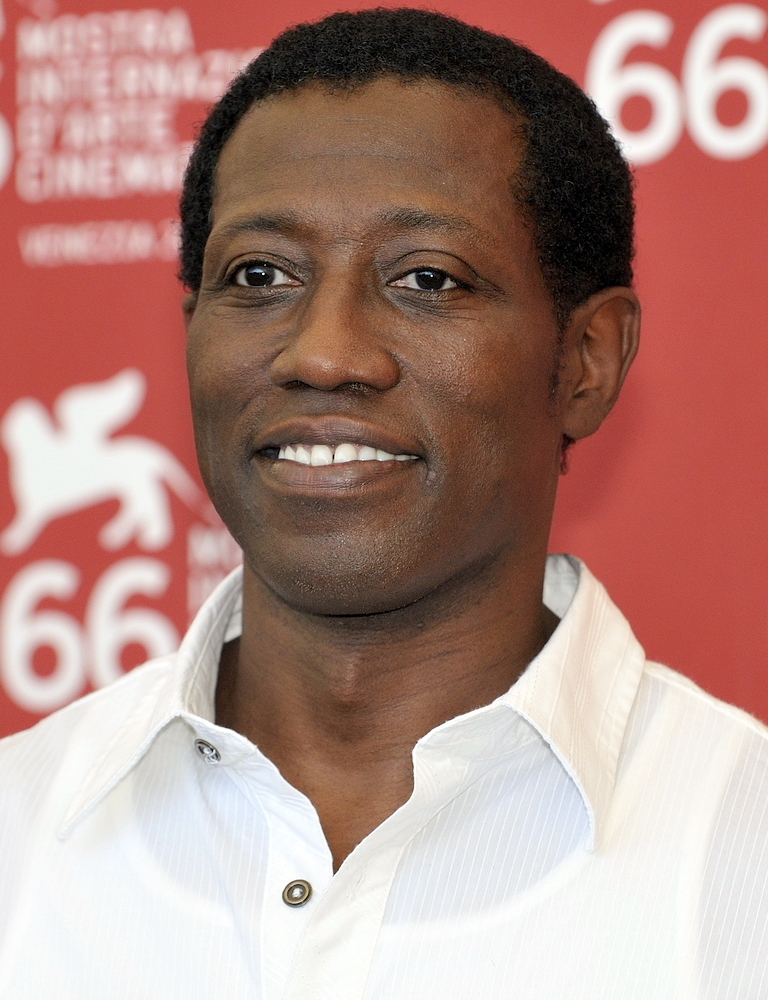
Wesley Snipes

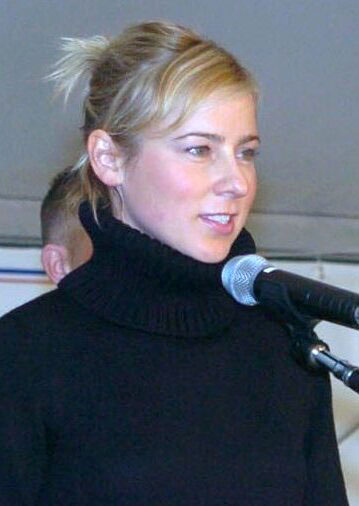
Traylor Howard

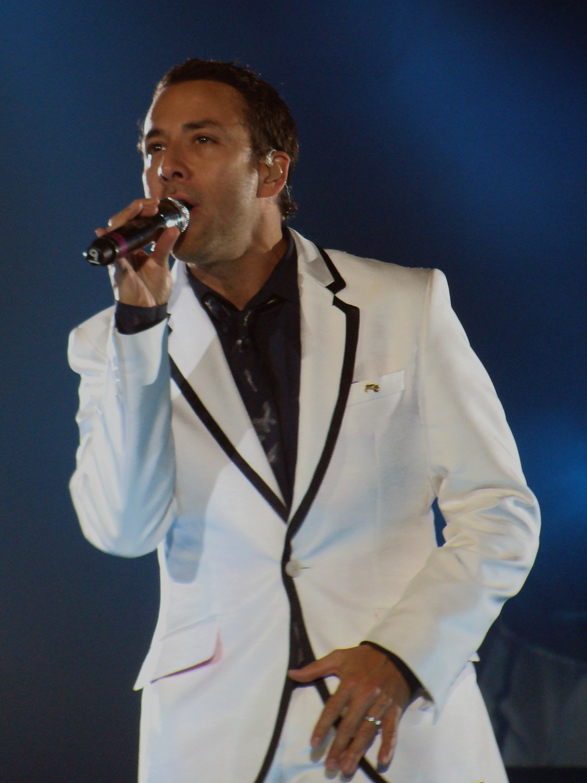
Howie Dorough

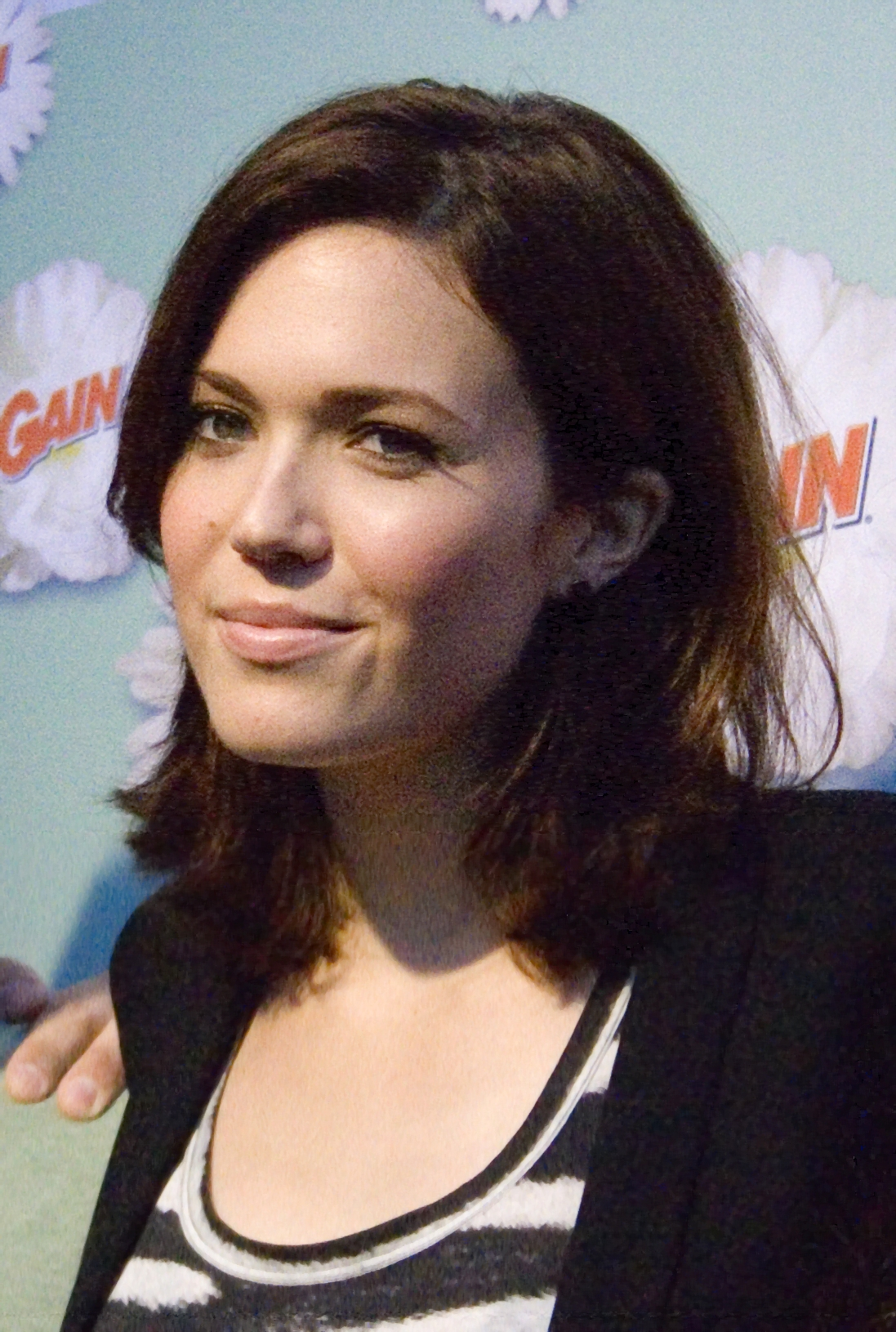
Mandy Moore

- Pete Pihos (1923–2011), American-Football-Spieler
- Wilma Burgess (1939-2003), US-amerikanische Country-Sängerin
- Raymond L. White (1943–2018), Genetiker und Professor
- Mike Brockman (1945-2019), Unternehmer und Autorennfahrer
- Roy Brown (* 1945), puerto-ricanischer Liedermacher
- Tipper Gore (* 1948), ehemalige Ehefrau von Al Gore
- Toni Jennings (* 1949), Politikerin
- Michael Di Pasqua (1953–2016), Schlagzeuger
- Jeffrey M. Friedman (* 1954), Molekulargenetiker und Professor
- Delta Burke (* 1956), Schauspielerin
- Darryl Dawkins (1957–2015), Basketballspieler
- Charles McBurney (* 1957), Politiker
- Buddy Dyer (* 1958), amtierender Bürgermeister Orlandos
- Glenn Hubbard (* 1958), Wirtschaftswissenschaftler, Hochschullehrer und Wirtschaftsmanager
- Julia Pierson (* 1959), Beamtin
- Dale Whittington (1959–2003), Autorennfahrer
- Tom Anderson (* 1961), Informatiker
- Nate Newton (* 1961), American-Football-Spieler
- Dot Richardson (* 1961), Softballspielerin
- Billy Beane (* 1962), Baseballspieler
- Bill Siegel (1962–2018), Dokumentarfilmer
- Wesley Snipes (* 1962), Schauspieler
- Wayne Seybold (* 1963), Eiskunstläufer
- Monty Sopp (* 1963), Wrestler
- Michelle Finn-Burrell (* 1965), Sprinterin
- Natalie Seybold (* 1965), Eiskunstläuferin
- Traylor Howard (* 1966), Schauspielerin
- Antonio Tarver (* 1968), Boxer
- Brian Yale (* 1968), Musiker
- Shaun Micheel (* 1969), Profigolfer
- Britt George (* 1971), Schauspieler und Filmproduzent
- Derrick Sharp (* 1971), US-amerikanisch-israelischer Basketballspieler
- Rachel York (* 1971), Schauspielerin
- Wayne Brady (* 1972), Fernsehmoderator, Comedian, Synchronsprecher und Sänger
- Josh Freese (* 1972), Schlagzeuger
- GloZell Green (* 1972), Schauspielerin, Synchronsprecherin und Webvideoproduzentin
- Howie Dorough (* 1973), Sänger (Backstreet Boys)
- Brian Marshall (* 1973), Musiker
- Scott Stapp (* 1973), Musiker
- Chucky Atkins (* 1974), Basketballspieler
- Alvin Harrison (* 1974), Leichtathlet und Olympiasieger
- Calvin Harrison (* 1974), Leichtathlet
- DJ Magic Mike (* 1974), Miami-Bass-Musikproduzent
- Brandon Schwab (* 1974), Basketballschiedsrichter
- Ethan Van Sciver (* 1975), Comiczeichner
- Lauren Pritchard (* 1977), Schauspielerin, Drehbuchautorin und Komikerin
- Alano Miller (* 1979), Schauspieler
- Neil Brown Jr. (* 1980), Schauspieler
- Marquis Daniels (* 1981), Basketballspieler
- Eric Jungmann (* 1981), Schauspieler
- Jonathan Jackson (* 1982), Schauspieler, Musiker und Songwriter
- Nick Buchert (* 1983), Basketballschiedsrichter
- Richard Heistand (* 1983), US-amerikanischer Autorennfahrer
- Jamaal Torrance (* 1983), Sprinter
- Chris Johnson (* 1985), American-Football-Spieler
- Jessica Marie Garcia (* 1987), Schauspielerin und Produzentin
- John Conley (* 1989), Basketballschiedsrichter
- Sarah Blake Bateman (* 1990), Schwimmerin
- Latavius Murray (* 1990), American-Football-Spieler
- Orlando Parker (* 1991), Basketballspieler
- Jordan Taylor (* 1991), Autorennfahrer
- Ha Ha Clinton-Dix (* 1992), American-Football-Spieler
- Patrick Johnson (* 1993), Schauspieler
- Erickson Lubin (* 1995), Boxer
- Sony Michel (* 1995), American-Football-Spieler
- Jack Griffo (* 1996), Schauspieler
- Peter Lenz (1997–2010), Motorradrennfahrer
- Kathryn Newton (* 1997), Schauspielerin
- Bryana Salaz (* 1997), Sängerin und Schauspielerin
- Talia Castellano (1999–2013), Beauty-Bloggerin
- Quinn Hughes (* 1999), Eishockeyspieler
- Kerby Joseph (* 2000), American-Football-Spieler
- Jack Hughes (* 2001), Eishockeyspieler

Bekannte Einwohner:
- Mario Montez (1935–2013), Transvestit und Underground-Schauspieler
- Mor Thiam (* um 1941), senegalesischer Perkussionist und Kulturhistoriker
- Sandy Adams (* 1956), Politikerin
- Payne Stewart (1957–1999), Profigolfer
- George Woltman (* 1957), Informatiker
- Derek Parra (* 1970), Eisschnellläufer
- Mandy Moore (* 1984), Pop-Sängerin und Schauspielerin